# Paleontological Journal
Paleontological Journal is een Russisch, aan collegiale toetsing onderworpen wetenschappelijk tijdschrift op het gebied van de paleontologie. De naam wordt in literatuurverwijzingen meestal afgekort tot Paleontol. J. Het wordt uitgegeven door Springer Science+Business Media namens MAIK Nauka/Interperiodica en verschijnt 12 keer per jaar. Het eerste nummer verscheen in 1967.
Het tijdschrift publiceert simultaan in het Engels en in het Russisch (onder de titel Paleontologicheskii Zhurnal).